# Veynes
Veynes é uma comuna francesa na região administrativa da Provença-Alpes-Costa Azul, no departamento de Altos-Alpes. Estende-se por uma área de 42,6 km². Em 2010 a comuna tinha 3 345 habitantes (densidade: 78,5 hab./km²).